# Temístocles Teixeira
Temístocles Carneiro Teixeira (Pastos Bons, 3 de junho de 1932 é um advogado e político brasileiro que foi deputado federal pelo Maranhão.

## Dados biográficos
Filho de Theoplistes Teixeira de Carvalho e Cunha e Antônia Amélia Carneiro Teixeira. Advogado formado à Universidade Federal do Maranhão em 1956, viu o pai cumprir três mandatos de deputado estadual até sucedê-lo via PSD em 1958 e 1962 chegando à presidência da Assembleia Legislativa do Maranhão em 1964.
Eleito deputado federal pela ARENA em 1966, obteve uma suplência na disputa seguinte e em 1972 foi eleito prefeito de Pastos Bons. Renunciou ao cargo em favor do vice-prefeito Carlos de Sousa Camapum e foi eleito deputado federal em 1974 e 1978. Nomeado secretário de Justiça pelo governador João Castelo no ano seguinte, ingressou no PDS e disputou, sem sucesso, um novo mandato em 1982 deixando a política algum tempo depois.